# Synomera pedroalis
Synomera pedroalis är en fjärilsart som beskrevs av William Schaus 1916. Synomera pedroalis ingår i släktet Synomera och familjen nattflyn. Inga underarter finns listade i Catalogue of Life.